# Szentlőrinckáta
Szentlőrinckáta község Pest vármegyében, a Nagykátai járásban.

## Elhelyezkedés
Szentlőrinckáta Budapesttől 60 km-re, keletre fekszik Nagykáta és Jászberény közelében.
A település határában folyik a községet körbe öleli a Zagyva folyó. Említést érdemel még a falut keresztül szelő Mérges-patak, illetve a falu közelében folyó Ér-pataknak is nevezett Hajta patak.
A közel 2000 lakost számláló község Budapest felől a 31-es főútról az M3-as felől a 32-es főúton közelíthető meg.

## Története
A település területéről származó, valamint a határoló községek gazdag régészeti leletanyagai tanúsítják azt, hogy a honfoglalást megelőzően a kedvező földrajzi viszonyok miatt már éltek itt különböző népek, ám első írott említése 1473-ban volt. Ekkoriban a Kátai-, a Kókai-, és a Galsai családok voltak a falu birtokosai. A XVI. század végén a település elnéptelenedett. Később, a XVIII. század elején királyi adományként a Sőtér család kapta meg a területet, ekkor kezdett ismét benépesedni a község. 1709-ben itt halt meg a Rákóczi-szabadságharc legsikeresebb tábornoka, Bottyán János. Leghíresebb szülötte a Martinovics-perben elítélt Laczkovics János, akit 1794 nyarán letartóztattak, majd társaival együtt a Vérmezőn kivégeztek.

## Közélete

### Polgármesterei
- 1990–1994: Szabó Kálmánné (független)[3]
- 1994–1998: Szabó Kálmánné (független)[4]
- 1998–1999: Szvitek János (független)[5]
- 1999–2002: Horváth László (független)[6]
- 2002–2006: Horváth László (független)[7]
- 2006–2010: Horváth László (független)[8]
- 2010–2014: Horváth László (független)[9]
- 2014–2017: Nagy István (független)[10]
- 2018–2019: Szabó Viola (független)[11]
- 2019–2022: Szabó Viola (független)[12]
- 2022–2024: Nagy István (független)[13]
- 2024– : Nagy István (független)[1]

A településen 1999. május 30-án időközi polgármester-választást tartottak, aminek oka még tisztázást igényel, de az előző polgármester nem indult el rajta. A választás érdekessége volt, hogy a polgármesteri posztért nyolc jelölt indult el: ez olyan magas érték, hogy ehhez fogható számú polgármesterjelölt jellemzően a rendszerváltás óta eltelt választási évek egyikében sem fordult elő az ország tíznél több településén. Ráadásul a végső győztes, a jelöltek magas száma ellenére  egymaga megszerezte az érvényesen leadott szavazatok abszolút többségét, közel 53 %-os eredményt elérve.
2018. január 21-én ismét időközi polgármester-választást kellett tartani Szentlőrinckátán, mert az addigi polgármester néhány hónappal korábban lemondott posztjáról. A választáson hat jelölt indult (egy munkáspárti jelölt kivételével mindannyian függetlenként), de a végső győztes ezúttal is egymaga meg tudta szerezni az érvényesen leadott szavazatok abszolút többségét, azok több mint 50 %-át.
A 2018-ashoz hasonló okból kellett újabb időközi választást tartani a községben 2022. december 4-én is.

## Népesség
A település népességének változása:
| Lakosok száma | 1915 | 1887 | 1893 | 1951 | 1923 | 1904 | 1888 |
|               | 2013 | 2014 | 2018 | 2021 | 2022 | 2023 | 2024 |

A 2011-es népszámlálás során a lakosok 86,2%-a magyarnak, 2,3% cigánynak, 0,2% németnek, 0,4% románnak mondta magát (13,7% nem nyilatkozott; a kettős identitások miatt a végösszeg nagyobb lehet 100%-nál). A vallási megoszlás a következő volt: római katolikus 54,2%, református 4,6%, evangélikus 0,3%, görögkatolikus 0,2%, felekezeten kívüli 13,1% (26,4% nem nyilatkozott).
2022-ben a lakosság 88,7%-a vallotta magát magyarnak, 0,7% cigánynak, 0,4% szlováknak, 0,4% románnak, 0,2% németnek, 0,1% ukránnak, 1,7% egyéb, nem hazai nemzetiségűnek (11,1% nem nyilatkozott; a kettős identitások miatt a végösszeg nagyobb lehet 100%-nál). Vallásuk szerint 41,4% volt római katolikus, 6% református, 0,3% evangélikus, 0,3% görög katolikus, 0,2% ortodox, 0,9% egyéb keresztény, 0,7% egyéb katolikus, 8,6% felekezeten kívüli (41,7% nem válaszolt).

## Nevezetességei
- Római katolikus templom
- Kossuth-szobor

## Híres emberek
- Itt született 1754. január 13-án Laczkovics János huszárkapitány, a magyar jakobinus mozgalom egyik vezetője.
- Itt született 1933. december 25-én Magyar Kálmán, Széchenyi-díjas orvos, farmakológus, egyetemi tanár, a Magyar Tudományos Akadémia rendes tagja
- Az Indul a bakterház című magyar film főszereplője, Olvasztó Imre Szentlőrinckátán nevelkedett.

## A település filmekben, irodalomban
- Szentlőrinckáta felbukkan egy brutális gyilkosság helyszíneként Kondor Vilmos Budapest noir című bűnügyi regényében.